# Апу Нахасапимапетилон
Апу Нахасапимапетилон Јуниор (енгл. Apu Nahasapeemapetilon Јr.) је измишљени лик у анимираној ТВ серији Симпсонови, глуми га Ханк Азарија.Апу је имигрант из Индије, који ради као продавац у самопослузи. 
Као најбољи од 7 милиона ученика у средњој школи, добио је стипендију за Спрингфилдски технички универзитет, где је студирао код професора Фринка, који је међутим погрешно проценио будућност рачунара, а и Апу је остао без стипендије и дуго био илегални имигрант. Тек неколико година касније, када је градоначелник Џозеф Квимби као предлог 24, по коме је требало протерати све илегалне имигранте, Апу је положио испите за америчко држављанство. Има брата Санџаја, жену и осморо деце.
Лик Апуа се више не користи у серији, због критика о стереотипизацији људи из јужне Азије. Због тога, Азарија и продукција су се сложили да Азарија више неће играти Апуа. Последњу гласовну улогу је имао у 29. сезони, а од тада се појављује само у позадини.